# Ronde van Frankrijk 1969
| Route van de Ronde van Frankrijk 1969. |                     |              |
| Eindstand                              |                     |              |
| Klassement                             | Eddy Merckx         | 116u 16' 02" |
| Tweede                                 | Roger Pingeon       | + 17' 54"    |
| Derde                                  | Raymond Poulidor    | + 22' 13"    |
| Vierde                                 | Felice Gimondi      | + 29' 24"    |
| Vijfde                                 | Andres Gandarias    | + 33' 04"    |
| Zesde                                  | Rini Wagtmans       | + 33' 57"    |
| Zevende                                | Pierfranco Vianelli | + 42' 40"    |
| Achtste                                | Joaquin Agostinho   | + 51' 24"    |
| Negende                                | Désiré Letort       | + 51' 41"    |
| Tiende                                 | Jan Janssen         | + 52' 56"    |
| Rode Lantaarn                          | André Wilhelm (86e) | + 3h 51' 53" |
| Puntenklassement                       | Eddy Merckx         | 244 punten   |
| Tweede                                 | Jan Janssen         | 149 punten   |
| Derde                                  | Rini Wagtmans       | 136 punten   |
| Bergklassement                         | Eddy Merckx         | 155 punten   |
| Tweede                                 | Roger Pingeon       | 94 punten    |
| Derde                                  | Joaquim Galera      | 80 punten    |
| Ploegenklassement                      | Faema               | -            |
| Tweede                                 | Peugeot-BP          | -            |
| Derde                                  | KAS                 | -            |

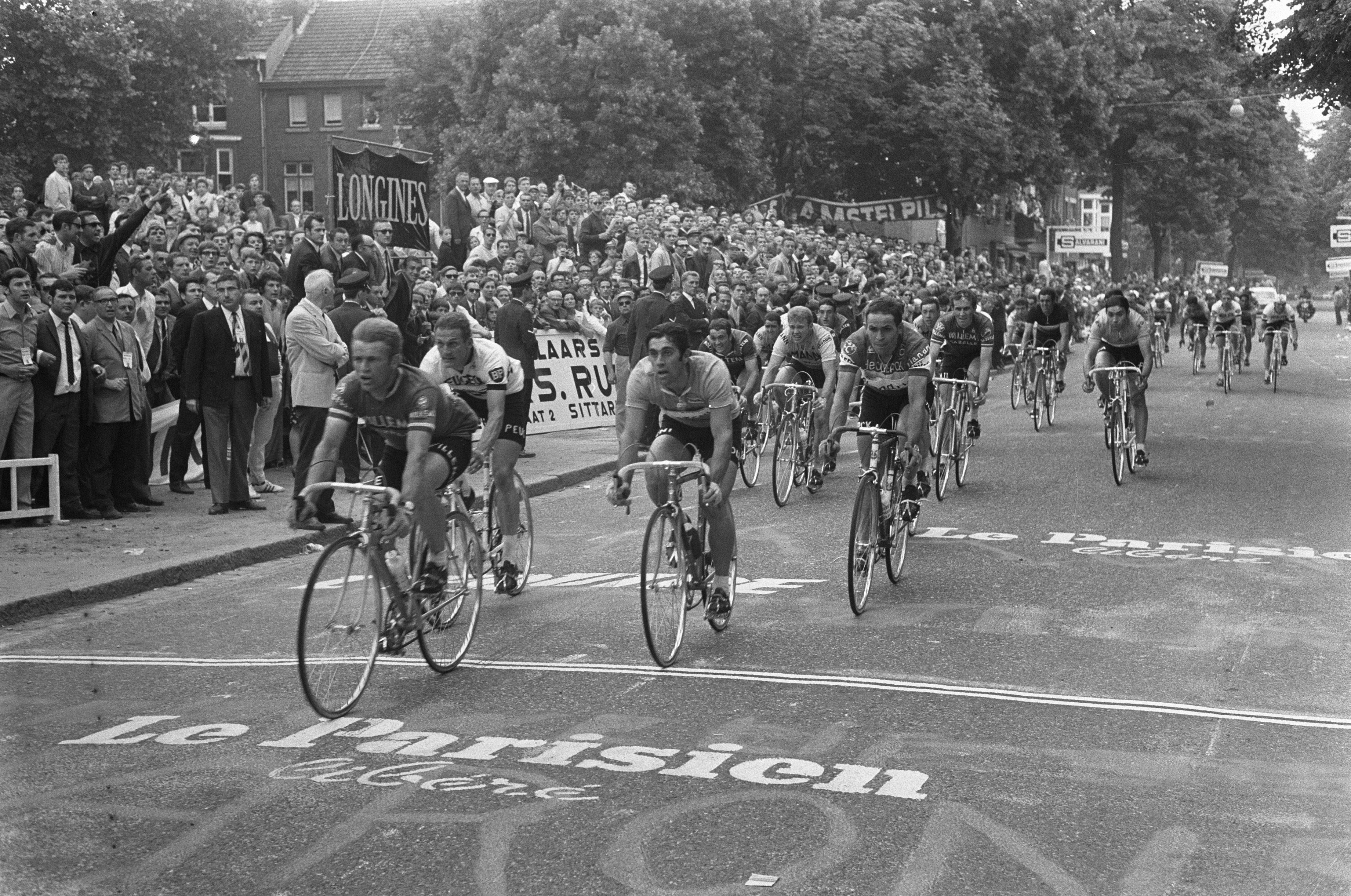
Aankomst in Maastricht van de tweede etappe van de Ronde van Frankrijk 1969. Harm Ottenbros leidt het peloton op 16 seconden van de winnaar Julien Stevens. Rechts gele truidrager Eddy Merckx.

De 56e editie van de Ronde van Frankrijk ging van start op 28 juni 1969 in Roubaix. Hij eindigde op 20 juli in Parijs. Er stonden 130 renners, verdeeld over 13 ploegen, aan de start.
Het was de eerste keer dat de nu legendarische Eddy Merckx deelnam aan de Tour en hij behaalde ook meteen de eerste van zijn 5 tourzeges. Merckx won in totaal 6 ritten in deze tour en in Parijs hield hij meer dan 17 minuten over op zijn dichtste belager.
In meer dan de helft van de ritten won een Belg want buiten de 6 van Eddy Merckx waren er nog 3 overwinningen van Herman Vanspringel, en 1 ritoverwinning van Guido Reybrouck, Rik Van Looy, Julien Stevens, Eric Leman. Dat maakt een totaal van 13 Belgische ritoverwinningen. Eddy Merckx boekte daarnaast ook een unieke prestatie door naast het algemeen klassement ook het punten- en bergklassement te winnen. Dit is tot op heden niet meer gebeurd.
- Aantal ritten: 22
- Totale afstand: 4117 km
- Gemiddelde snelheid: 35,409 km/h
- Aantal deelnemers: 130
- Aantal uitgevallen: 44

## Belgische en Nederlandse prestaties
In totaal namen er 37 Belgen en 9 Nederlanders deel aan de Tour van 1969.

### Belgische etappezeges
- Julien Stevens won de 2e etappe van Sint-Pieters-Woluwe naar Maastricht.
- Eric Leman won de 3e etappe van Maastricht naar Charleville.
- Rik Van Looy won de 4e etappe van Charleville naar Nancy.
- Eddy Merckx won de 6e etappe van Mulhouse naar Ballon d’Alsace, de 8e etappe deel A van Divonne-les-Bains naar Divonne-les-Bains, de 11e etappe van Briançon naar Digne, de 15e etappe van Revel naar Revel, de 17e etappe van Luchon naar Mourenx en de 22e etappe deel B van Créteil naar Parijs.
- Herman Vanspringel won de 10e etappe van Chamonix naar Briançon en de 21e etappe van Clermont-Ferrand naar Montargis
- Guido Reybrouck won de 13e etappe van Aubagne naar La Grande-Motte.
- Jos Spruyt won de 22e etappe deel A van Montargis naar Créteil.

### Nederlandse etappezeges
In 1969 was er geen Nederlandse etappe-zege.

## Ritwinnaars
| Rit     | Route                                     | Winnaar                  |
| ------- | ----------------------------------------- | ------------------------ |
| Proloog | Roubaix - Roubaix                         | Rudi Altig (Dui)         |
| 1.1     | Roubaix - Sint-Pieters-Woluwe             | Marino Basso (Ita)       |
| 1.2     | Sint-Pieters-Woluwe - Sint-Pieters-Woluwe | Faema (Ita)              |
| 2       | Sint-Pieters-Woluwe - Maastricht          | Julien Stevens (Bel)     |
| 3       | Maastricht - Charleville                  | Eric Leman (Bel)         |
| 4       | Charleville - Nancy                       | Rik Van Looy (Bel)       |
| 5       | Nancy - Mulhouse                          | Joaquim Agostinho (Por)  |
| 6       | Mulhouse - Ballon d’Alsace                | Eddy Merckx (Bel)        |
| 7       | Belfort - Divonne-les-Bains               | Mariano Díaz (Spa)       |
| 8.1     | Divonne-les-Bains - Divonne-les-Bains     | Eddy Merckx (Bel)        |
| 8.2     | Divonne-les-Bains - Thonon-les-Bains      | Michele Dancelli (Ita)   |
| 9       | Thonon-les-Bains - Chamonix               | Roger Pingeon (Fra)      |
| 10      | Chamonix - Briançon                       | Herman Vanspringel (Bel) |
| 11      | Briançon - Digne                          | Eddy Merckx (Bel)        |
| 12      | Digne - Aubagne                           | Felice Gimondi (Ita)     |
| 13      | Aubagne - La Grande-Motte                 | Guido Reybrouck (Bel)    |
| 14      | La Grande-Motte - Revel                   | Joaquim Agostinho (Por)  |
| 15      | Revel - Revel                             | Eddy Merckx (Bel)        |
| 16      | Castelnaudary - Luchon                    | Raymond Delisle (Fra)    |
| 17      | Luchon - Mourenx                          | Eddy Merckx (Bel)        |
| 18      | Mourenx - Bordeaux                        | Barry Hoban (GBR)        |
| 19      | Libourne - Brive                          | Barry Hoban (GBR)        |
| 20      | Brive - Puy-de-Dôme                       | Pierre Matignon (Fra)    |
| 21      | Clermont-Ferrand - Montargis              | Herman Vanspringel (Bel) |
| 22.1    | Montargis - Créteil                       | Joseph Spruyt (Bel)      |
| 22.2    | Créteil - Parijs                          | Eddy Merckx (Bel)        |

 winnaars gele trui · 
 puntenklassement · 
 bergklassement · 
 jongerenklassement · 
 tussensprintklassement · 
 combinatieklassement · 
 ploegenklassement · 
 strijdlust · 
rode lantaarn
records · meeste deelnames · ranglijst etappewinnaars · bekende beklimmingen · valpartijen · dopinggevallen · Grand Départ · Souvenir Henri Desgrange
1903 · 
1904 · 
1905 · 
1906 · 
1907 · 
1908 · 
1909 · 
1910 · 
1911 · 
1912 · 
1913 · 
1914 ·
1915 ·
1916 ·
1917 ·
1918 · 
1919 · 
1920 · 
1921 · 
1922 · 
1923 · 
1924 · 
1925 · 
1926 · 
1927 · 
1928 · 
1929 · 
1930 · 
1931 · 
1932 · 
1933 · 
1934 · 
1935 · 
1936 · 
1937 · 
1938 · 
1939 · 
1940 ·
1941 ·
1942 ·
1943 ·
1944 ·
1945 ·
1946 ·
1947 · 
1948 · 
1949 · 
1950 · 
1951 · 
1952 · 
1953 · 
1954 · 
1955 · 
1956 · 
1957 · 
1958 · 
1959 · 
1960 · 
1961 · 
1962 · 
1963 · 
1964 · 
1965 · 
1966 · 
1967 · 
1968 · 
1969 · 
1970 · 
1971 · 
1972 · 
1973 · 
1974 · 
1975 · 
1976 · 
1977 · 
1978 · 
1979 · 
1980 · 
1981 · 
1982 · 
1983 · 
1984 · 
1985 · 
1986 · 
1987 · 
1988 · 
1989 · 
1990 · 
1991 · 
1992 · 
1993 · 
1994 · 
1995 · 
1996 · 
1997 · 
1998 · 
1999 · 
2000 · 
2001 · 
2002 · 
2003 · 
2004 · 
2005 · 
2006 · 
2007 · 
2008 · 
2009 · 
2010 · 
2011 · 
2012 · 
2013 · 
2014 · 
2015 · 
2016 · 
2017 · 
2018 · 
2019 ·
2020 · 
2021 · 
2022 · 
2023 · 
2024 · 
2025